# Hrabstwo Boone (Illinois)

Piramida wieku hrabstwa

Hrabstwo Boone - hrabstwo w USA, w stanie Illinois, według spisu z 2000 roku liczba ludności wynosiła 41 786. Siedzibą hrabstwa jest Belvidere.

## Geografia
Według spisu hrabstwo zajmuje powierzchnię 730 km², z czego 728 km² stanowią lądy, a 2 km² (0,24%) stanowią wody.

### Sąsiednie hrabstwa
- Hrabstwo Rock - północ
- Hrabstwo Walworth - północny wschód
- Hrabstwo McHenry - wschód
- Hrabstwo DeKalb - południe
- Hrabstwo Ogle - południowy zachód
- Hrabstwo Winnebago - zachód

## Historia
Hrabstwo powstało w 1837 z hrabstwa Winnebago. Zostało nazwane na cześć Daniela Boone’a.

## Demografia
Według spisu z 2000 roku hrabstwo zamieszkuje 41 786 osób, które tworzą 14 597 gospodarstw domowych oraz 11 254 rodzin. Gęstość zaludnienia wynosi 57 osób/km². Na terenie hrabstwa jest 15 414 budynków mieszkalnych o częstości występowania wynoszącej 21 budynków/km². Hrabstwo zamieszkuje 90,09% ludności białej, 0,90% ludności czarnej, 0,29% rdzennych mieszkańców Ameryki, 0,50% Azjatów, 0,01% mieszkańców Pacyfiku, 6,67% ludności innej rasy oraz 1,54% ludności wywodzącej się z dwóch lub więcej ras, 12,49% ludności to Hiszpanie, Latynosi lub inni.
W hrabstwie znajduje się 14 597 gospodarstw domowych, w których 40,10% stanowią dzieci poniżej 18 roku życia mieszkający z rodzicami, 64,20% małżeństwa mieszkające wspólnie, 8,70% stanowią samotne matki oraz 22,90% to osoby nie posiadające rodziny. 19,00% wszystkich gospodarstw domowych składa się z jednej osoby oraz 8,00% żyję samotnie i ma powyżej 65 roku życia. Średnia wielkość gospodarstwa domowego wynosi 2,84 osoby, a rodziny wynosi 3,24 osoby.
Przedział wiekowy populacji hrabstwa kształtuje się następująco: 29,80% osób poniżej 18 roku życia, 7,70% pomiędzy 18 a 24 rokiem życia, 29,90% pomiędzy 25 a 44 rokiem życia, 22,00% pomiędzy 45 a 64 rokiem życia oraz 10,70% osób powyżej 65 roku życia. Średni wiek populacji wynosi 34 lat. Na każde 100 kobiet przypada 100,20 mężczyzn. Na każde 100 kobiet powyżej 18 roku życia przypada 97,60 mężczyzn.
Średni dochód dla gospodarstwa domowego wynosi 52 397 dolarów, a średni dochód dla rodziny wynosi 59 305 dolarów. Mężczyźni osiągają średni dochód w wysokości 41 992 dolarów, a kobiety 25 695 dolarów. Średni dochód na osobę w hrabstwie wynosi 21 590 dolarów. Około 5,10% rodzin oraz 7,00% ludności żyje poniżej minimum socjalnego, z tego 8,70% poniżej 18 roku życia oraz 5,80% powyżej 65 roku życia.

## Miasta
- Belvidere

## Wioski
- Caledonia
- Capron
- Cherry Valley
- Poplar Grove
- Timberlane